# 17050 Weiskopf
17050 Weiskopf este o planetă minoră (asteroid) din centura de asteroizi. A fost descoperită pe 20 martie 1999 la Experimental Test Site⁠(d) de Lincoln Near-Earth Asteroid Research. 
Obiectul prezintă o orbită caracterizată de o semiaxă mare de 2,2249622 UAi, o excentricitate de 0,13, o înclinație de 1,52294 ° în raport cu ecliptica.